# Octodesmus kamoli
Octodesmus kamoli là một loài bọ cánh cứng trong họ Bostrichidae. Loài này được Chujo miêu tả khoa học năm 1964.